# Guy Fays
Guy Fays (15 september 1969) is een Belgische gewezen atleet, die zich had toegelegd op de lange afstand en het veldlopen. Hij nam driemaal deel aan het Wereldkampioenschap halve marathon en behaalde daarbij eenmaal een bronzen medaille in het ploegenklassement. Hij werd op vier verschillende nummers in totaal elfmaal Belgisch kampioen.

## Biografie
Fays werd in 1999 voor het eerst Belgisch kampioen op de 5000 m en bij zijn debuut ook op de marathon. Tussen 2000 en 2002 nam hij driemaal deel aan het wereldkampioenschap halve marathon, met een eenentwintigste plaats in 2000 als beste resultaat. Samen met Ronny Ligneel en Christian Nemeth werd hij ook derde in het landenklassement. In 2002 nam Fays op de marathon deel aan de Europese kampioenschappen in München, waar hij opgaf.
Tussen 2002 en 2008 veroverde Fays nog twee titels op de 5000 m en vijf titels op de 10.000 m. In 2009 en 2011 werd hij Belgisch kampioen halve marathon.

### Clubs
Fays was aangesloten bij RFC Luik.

## Belgische kampioenschappen
| Onderdeel      | Jaar                         |
| -------------- | ---------------------------- |
| 5000 m         | 1999, 2007, 2008             |
| 10.000 m       | 2002, 2005, 2006, 2007, 2008 |
| halve marathon | 2009, 2011                   |
| marathon       | 1999                         |

## Persoonlijke records
Outdoor
| Onderdeel | Prestatie | Datum        | Plaats   |
| --------- | --------- | ------------ | -------- |
| 3000 m    | 7.53,13   | 26 juli 2008 | Oordegem |
| 5000 m    | 13.45,44  | 22 juli 2006 | Heusden  |
| 10.000 m  | 28.11,01  | 5 juni 2006  | Neerpelt |

Indoor
| Onderdeel | Prestatie | Datum           | Plaats |
| --------- | --------- | --------------- | ------ |
| 3000 m    | 7.56,00   | 8 februari 2009 | Gent   |

## Palmares

### 5000 m
- 1997:  BK AC - 14.10,64
- 1998:  BK AC - 14.03,66
- 1999:  BK AC - 14.07,73
- 2007:  BK AC - 14.30,13
- 2008:  BK AC - 14.30,41
- 2009:  BK AC - 14.13,38

### 10.000 m
- 1997:  BK AC in Sint-Lambrechts-Woluwe - 29.28,56
- 2002:  BK AC in Seraing - 29.28,56
- 2003:  BK AC in Ninove - 29.31,11
- 2005:  BK AC in Vilvoorde - 29.30,94
- 2006:  BK AC in Eigenbrakel - 30.12,46
- 2007:  BK AC in Duffel - 29.39,73
- 2008:  BK AC in Jambes - 29.45,57

### 12 km
- 2009:  Zandvoort Circuit Run - 36.06

### 15 km
- 1999:  Haagse Beemden Loop - 44.34
- 2001:  Haagse Beemden Loop - 43.56
- 2006:  Dwars Door Breda - 43.26
- 2007:  Haagse Beemden Loop - 45.08

### 10 mijl
- 1999:  Oostende-Brugge Ten Miles – 47.28
- 2000:  Oostende-Brugge Ten Miles – 47.15
- 2001:  Oostende-Brugge Ten Miles - 49.24
- 2001:  Antwerp 10 Miles - 48.49
- 2002:  Oostende-Brugge Ten Miles - 47.44
- 2005:  Oostende-Brugge Ten Miles – 49.45
- 2005:  Charleroi - 50.57
- 2006:  Oostende-Brugge Ten Miles – 48.01
- 2006:  Charleroi - 49.36
- 2007:  Oostende-Brugge Ten Miles – 50.05
- 2007:  Guldensporen van Vlaanderen - 52.33
- 2008:  Oostende-Brugge Ten Miles - 48.00
- 2008:  Seraing - 54.04
- 2010:  Seraing - 53.04
- 2012:  Seraing - 52.38
- 2013:  Roermond City Run - 51.45

### halve marathon
- 1998: 4e Stadsloop in Maastricht - 1:05.48
- 1999:  Maastricht - 1:06.11
- 2000: 9e halve marathon van Egmond - 1:04.39
- 2000: 21e WK in Veracruz – 1:06.21
- 2000:  landenklassement WK – 3:18.35
- 2001: 5e halve marathon van Egmond - 1:04.56
- 2001: DNF WK in Bristol
- 2002: 7e halve marathon van Egmond - 1:05.08
- 2002:  Goed, Beter, Best-Loop - 1:04.33
- 2002: 27e/28e WK in Brussel – 1:03.29
- 2004: 4e halve marathon van Brussel - 1:02.23
- 2005:  halve marathon van Brussel - 1:06.45
- 2006:  BK AC in Geraardsbergen – 1:07.42
- 2006:  halve marathon van Brussel - 1:07.16
- 2006:  Houtwijk Kerstloop in Dronten - 1:05.00
- 2008:  BK AC in Sint-Truiden – 1:11.20
- 2008:  halve marathon van Brussel - 1:08.41
- 2009:  BK AC in Herve – 1:11.20
- 2009:  halve marathon van Brussel - 1:12.18
- 2011:  Groet uit Schoorl Run – 1:05.38
- 2011:  BK AC in Diksmuide – 1:07.57
- 2012:  Goed, Beter, Best Loop - 1:10.21
- 2012:  Groet uit Schoorl - 1:07.21
- 2012:  Kempen Run in Hapert - 1:08.30

### marathon
- 1999:  BK AC in Gent – 2:16.56
- 2000:  marathon van Eindhoven – 2:13.47
- 2009: 4e marathon van Antwerpen - 2:21.56
- 2009:  Maasmarathon - 2:21.17
- 2010:  Maasmarathon - 2:22.41
- 2012:  Maasmarathon - 2:25.50